# Carlo Rovelli
Carlo Rovelli (Verona 3 mei 1956) is een Italiaanse theoretische natuurkundige en schrijver. Hij houdt zich met name bezig met de theorieën van de kwantumgravitatie, loop-kwantumzwaartekracht, het tijdprobleem en de relationele kwantummechanica. Rovelli wordt wel de poëet van de natuurkunde genoemd.